# Information Council on the Environment
Das Information Council on the Environment (ICE) war eine primär von Energieunternehmen gegründete und finanzierte politisch aktive Organisation, deren Aufgabe es war, den wissenschaftlichen Forschungsstand bezüglich der menschengemachten Erderwärmung zu bestreiten. Diese US-amerikanische Frontgruppe gab sich nach außen als unabhängig aus und ermöglichte es den hinter ihr stehenden Unternehmen, durch sie den Klimawandel zu leugnen. Ihr Ziel war es, die globale Erwärmung vom Fakt zur bloßen Theorie umzudeuten und zugleich Falschbehauptungen zu verbreiten, die nahelegten, dass die globale Erwärmung positive Auswirkungen habe. Hierbei nutzte das ICE rhetorische Taktiken wie das Rosinenpicken von Daten, um daraus täuschende Schlussfolgerungen zu ziehen. Hauptzielgruppe waren dabei weniger gebildete und als leichtgläubig ausgemachte Personenkreise.
In der wissenschaftlichen Literatur wird das Information Council on The Environment sowohl als industriefinanzierte Astroturfing-Gruppe als auch als Greenscamming-Organisation der Kohlebranche beurteilt. Nachdem die Absichten der Organisation an die Presse geleakt worden waren und damit öffentlich bekannt waren, löste sich das ICE auf.

## Geschichte
Gegründet wurde das ICE im Jahr 1991 von verschiedenen Unternehmen vor allem aus der Kohle- und Energieversorgungsbranche. Unter anderem waren die National Coal Association, die Western Fuels Association und das Edison Electric Institute beteiligt. Unterstützt wurde das ICE dabei durch die drei Wissenschaftler Patrick Michaels, Robert Balling und Sherwood Idso, die ebenfalls die globale Erwärmung bestreiten. Gemeinsam begannen sie eine Medienkampagne, die das Ziel hatte, die menschengemachte globale Erwärmung in Abrede zu stellen.
Nachdem die Strategiedokumente des ICE an die Presse durchgesickert waren und es infolgedessen zu einer Reihe an unvorteilhafter Medienberichterstattung gekommen war, wurde das ICE aufgelöst. Anschließend gründete die Western Fuels Association die Greening Earth Society, die ebenfalls über Printmedien und Videos die Aussagen der Klimaforschung untergrub.

## Die Kampagne
Da interne Dokumente an die Öffentlichkeit gelangten, ist vergleichsweise viel über die Strategie hinter der Kampagne des ICE bekannt. Diese umfasst unter anderem folgende Kernanliegen und Maßnahmen:
- Umdeuten der globalen Erwärmung als Theorie (nicht Fakt) („Reposition global warming as theory [not fact]“)
- Fokussierung auf die Zielgruppe Presse und Radio für maximale Effektivität („target print and radio media for maximum effectiveness“)
- Erreichen einer breiten Beteiligung in der gesamten Elektrizitätsversorgungsbranche („achieve broad participation across the entire electric utility“)
- Nutzung von Sprechern aus der wissenschaftlichen Gemeinschaft („use a spokesman from the scientific community“)

### Hintergründe
Die Auflegung der ICE-Kampagne fand im Vorfeld der Rio-Konferenz 1992 statt. 1991 entschloss sich der Kohleverband Western Fuels Assciation, der vor allem Kohleproduzenten aus Wyoming und Montana vertrat, den wissenschaftlichen Forschungsstand zur globalen Erwärmung anzuzweifeln, um die eigenen Wirtschaftsinteressen zu schützen. Kernargument hierfür war die den wissenschaftlichen Erkenntnissen widersprechende Behauptung, dass mehr Kohlendioxid in der Atmosphäre nicht negativ für die die Umwelt und die Menschheit sei, sondern vorteilhaft. Argumentiert wurde hierbei, dass mehr Kohlendioxid durch die Erhöhung der Photosyntheseleistung von Pflanzen zu einer grüneren Erde führen würde und die Erwärmung somit gar nicht bedrohlich sei, sondern vielmehr wünschenswert. Gleichzeitig warben sie Wissenschaftler an, damit diese in Pressemitteilungen und öffentlichen Zeugenaussagen den wissenschaftlichen Kenntnisstand in mehrerlei Hinsicht bezweifelten. So sollten sie generell die Erwärmung in Frage stellen, dass die Erwärmung selbst dann, wenn sie stattfände, kein Problem sei, und stattdessen die alternative und positive Botschaft verbreiten, der Planet würde grüner. Vor Beginn dieser Grüne-Erde-Kampagnen, die unter anderem auch die Aktivitäten der Greening Earth Society einschlossen, unternahm die Western Fuels Organisation ein groß angelegtes Marktforschungsprogramm, dessen Ziel darin bestand, herauszufinden, wie die öffentliche Meinung zum Klimawandel bestmöglich umgeformt werden könne.
Treibende Persönlichkeit hinter den Grüne-Erde-Kampagnen war Fred Palmer, der u. a. CEO der Western Fuels Association war, daneben aber auch in verschiedenen Interessenorganisationen der Wirtschaft saß und die feste Absicht hatte, die Kohleindustrie vor etwaigen staatlichen Regulierungen durch die Regierung zu schützen. Unter anderem war er in der Global Climate Coalition aktiv, die insbesondere fossile Energieunternehmen vertrat, im Center for Energy, das Kohleproduzenten vertrat, der National Mining Organization und dem Freie-Markt-Think-Tank Center for the New West. Palmer heuerte die in Washington sitzende PR-Organisation Bracy, Williams and Co. an. Insgesamt wurden zehn Kampagnenziele formuliert und Maßnahmen definiert, wie diese zu erreichen seien. Ziel Nummer 1 war dabei, die globale Erwärmung von Fakt zur Theorie umzudeuten. Die Medienkampagne sollte zunächst klein beginnen und schließlich – nach Eintreffen der Ergebnisse aus den Testmärkten – den gesamten US-Markt umfassen. Zudem wurden Maßnahmen getroffen, die sicherstellen sollten, dass die gesamte US-Energieversorgerbranche mit einer Stimme sprach und zudem Wissenschaftler zur Verfügung hatte, die für sie als Sprecher auftraten.

### Testmärkte
Für die Testmärkte stellte die Western Fuels Association ein Budget von 510.000 Dollar zur Verfügung, zudem beteiligten sich weitere Kohleunternehmen. In ausgewählten Medien wurden Strategien und Botschaften getestet, anschließend untersuchte ein Meinungsforschungsinstitut, welche Botschaften das Potential hatten, in der Bevölkerung eine Meinungsänderung zur globalen Erwärmung auszulösen. Im Testmarktangebot wurden drei Kernziele der Kampagne definiert:
- Demonstration, dass ein „verbraucherbasiertes Sensibilisierungsprogramm die Meinungen einer ausgewählten Bevölkerung positiv verändern kann bezüglich der Gültigkeit der globalen Erwärmung“ (to demonstrate that a „consumer-based awareness program can positively change the opinions of a selected population regarding the validity of global warming“),
- „damit zu beginnen, eine Botschaft und Strategie für die Gestaltung der öffentlichen Meinung auf nationaler Ebene zu entwickeln“ (to „begin to develop a message and strategy for shaping public opinion on a national scale“),
- „den Grundstein für eine einheitliche nationale Stimme der Elektrizitätsindustrie zur globalen Erwärmung zu legen“ (to „lay the groundwork for a unified national electric industry voice on global warming“).[10]

Damit sollte die Kampagne zeigen, dass die öffentliche Meinung zur globalen Erwärmung formbar war und die Ansichten der Bevölkerung über die Gültigkeit von Ergebnissen verändert werden konnten.

### Vorgetäuschte Unabhängigkeit
Ein Schlüsselelement der ICE-Kampagne war der Einsatz von scheinbar unabhängigen Organisationen und Personen zur Erhöhung der Glaubwürdigkeit. So sollten die Industrie-Botschaften von Organisationen überbracht werden, deren Name nach Umweltschutzorganisation klang und bei denen die Öffentlichkeit keine Verbindung zur Kohleindustrie ahnte. Bereits zu Beginn der Kampagne entschieden sich die PR-Strategen für die Nutzung des Akronyms ICE; für was ICE tatsächlich stehen sollte, wurde erst später festgelegt. Zunächst wurden Testreihen mit Versuchspersonen begonnen, denen verschiedene Namen vorgelegt wurden. Hierzu zählten neben „Information Council for the Environment“ auch „Informed Citizens for the Environment“, „Intelligent Concern for the Environment“ und „Informed Choices for the Environment“. Aus den Testreihen ergab sich, dass US-Bürger Wissenschaftlern eher vertrauten als Politikern oder politischen Aktivisten und dass Sprecher von Industrieunternehmen besonders unglaubwürdig waren. Darauf entschied sich die Western Fuels Organization, den Namen „Information Council for the Environment“ zu nutzen, da er nicht nach einer industriefinanzierten Organisation klang und sie das ICE als „technische“ Quelle positionieren wollte.
Daraufhin begannen die Medienkampagnen in den Testmärkten, die im Frühling und Sommer 1991 abliefen. In Zeitungen und Radiosendungen wurden verschiedene Botschaften platziert. Hierzu zählten Sätze wie „Wenn die Erde wärmer wird, warum wird es dann in Kentucky kälter?“ oder „Wenn die Erde wärmer wird, warum bewegt sich dann die Frostgrenze nach Süden?“; Behauptungen, die den wissenschaftlichen Erkenntnissen widersprachen. Zudem wurden Fragen formuliert wie „Wie viel sind Sie bereit für die Lösung eines Problems zu zahlen, das möglicherweise gar nicht existiert?“ Gleichzeitig wurden einige Presseartikel der Kampagne mit Hinweisen versehen, dass man per kostenloser Telefonhotline mehr Informationen erhalten könne, woraus schließlich die PR-Organisation hinter der Kampagne einen Grundstock von rund 2000 unterstützenden Bürgern sammelte, mit denen sie dann wieder vortäuschte, dass es sich hierbei um eine Graswurzelbewegung von unten handele. Weitere Maßnahmen umfassten Gespräche mit Zeitungsherausgebern und das Entsenden von Wissenschaftlern, die die Kampagne unterstützten, in Radioshows und im Fernsehen.

### Ergebnisse der Marktforschungskampagne
Die Untersuchung der Wirksamkeit der Kampagne durch Marktforschungsinstitute ergab, dass es tatsächlich möglich war, die öffentliche Meinung mit solchen Kampagnen zu manipulieren, gerade dann, wenn „technische“ Gruppen „glaubwürdige Fakten“ verbreiteten. Des Weiteren ergab sich, dass unterschiedliche Zielgruppen unterschiedlich angesprochen werden sollten. So seien „ältere, weniger gebildete Männer“ beispielsweise anfällig für die Aussage, dass „die Bedrohung [durch die globale Erwärmung] von Medienvertreter übertrieben wird, die ihr Publikum und ihren Einfluss erhöhen wollten“. Junge Frauen mit niedrigem Einkommen wären hingegen „empfänglich für Sachinformationen“ und würden „wahrscheinlich ihre Unterstützung für staatliche [Klimaschutz]-Gesetzgebung verringern, wenn sie neue Informationen“ hörten. Zudem wären viele Menschen empfänglich für die Behauptung, dass das Klimathema komplexer sei als ihnen gesagt würde. Dies bedeutete letztlich, dass es möglich war, die öffentliche Meinung zu ändern, indem man der Bevölkerung „alternative wissenschaftliche Behauptungen“ präsentierte.

### Wissenschaftler als Sprecher
Da es eines der Kernziele der Kampagne war, der Öffentlichkeit den Eindruck einer laufenden wissenschaftlichen Debatte über den Klimawandel zu vermitteln, war die Nutzung von Wissenschaftlern als Sprecher essentiell für die ICE-Kampagne. Vor allem drei Wissenschaftler traten als Sprecher der ICE auf: Patrick J. Michaels, der schon lange „klimaskeptisch“ war und Verbindungen zur Kohleindustrie hatte, der Geograph Robert Balling und Sherwood Idso. Im Mai 1991 erschien ein Schreiben mit Michaels Unterschrift, das die drei als wissenschaftliches Beratungsgremium der ICE bezeichnete, und all den Bürgern zugesandt wurde, die um mehr Informationen gebeten hatten. Darin erklärte Michaels, dass die Klimaforschung noch ganz am Beginn stünde und es daher falsch sei, dass höhere atmosphärische Kohlendioxidanteile eine katastrophale Erwärmung brächten. Michaels erklärte weiter, dass das ICE gegründet worden sei, um „ein besseres öffentliches Verständnis zur globalen Erwärmung zu fördern und sicherzustellen, dass alle Gesetzgebungen des Kongresses auf wissenschaftlichen Beweisen beruhe“. Zudem traten die drei wissenschaftlichen Sprecher in Radio und Fernsehen auf, wo sie argumentierten, dass niemand wüsste, ob die globale Erwärmung ein echtes Problem sei, und zugleich darauf hinarbeiteten, die globale Erwärmung als etwas Positives darzustellen.